# Autech Zagato Stelvio AZ1
Der Autech Zagato Stelvio AZ1 ist ein von 1989 bis 1990 produziertes zweitüriges Coupé der zum Nissan-Konzern gehörenden japanischen Marke Autech. Das Modell basiert auf Großserientechnik von Nissan und hat eine vom italienischen Designstudio Zagato gestaltete Karosserie, die stark polarisiert. Bei Zagato wurde das Auto auch in Kleinserie gefertigt.

## Entstehungsgeschichte

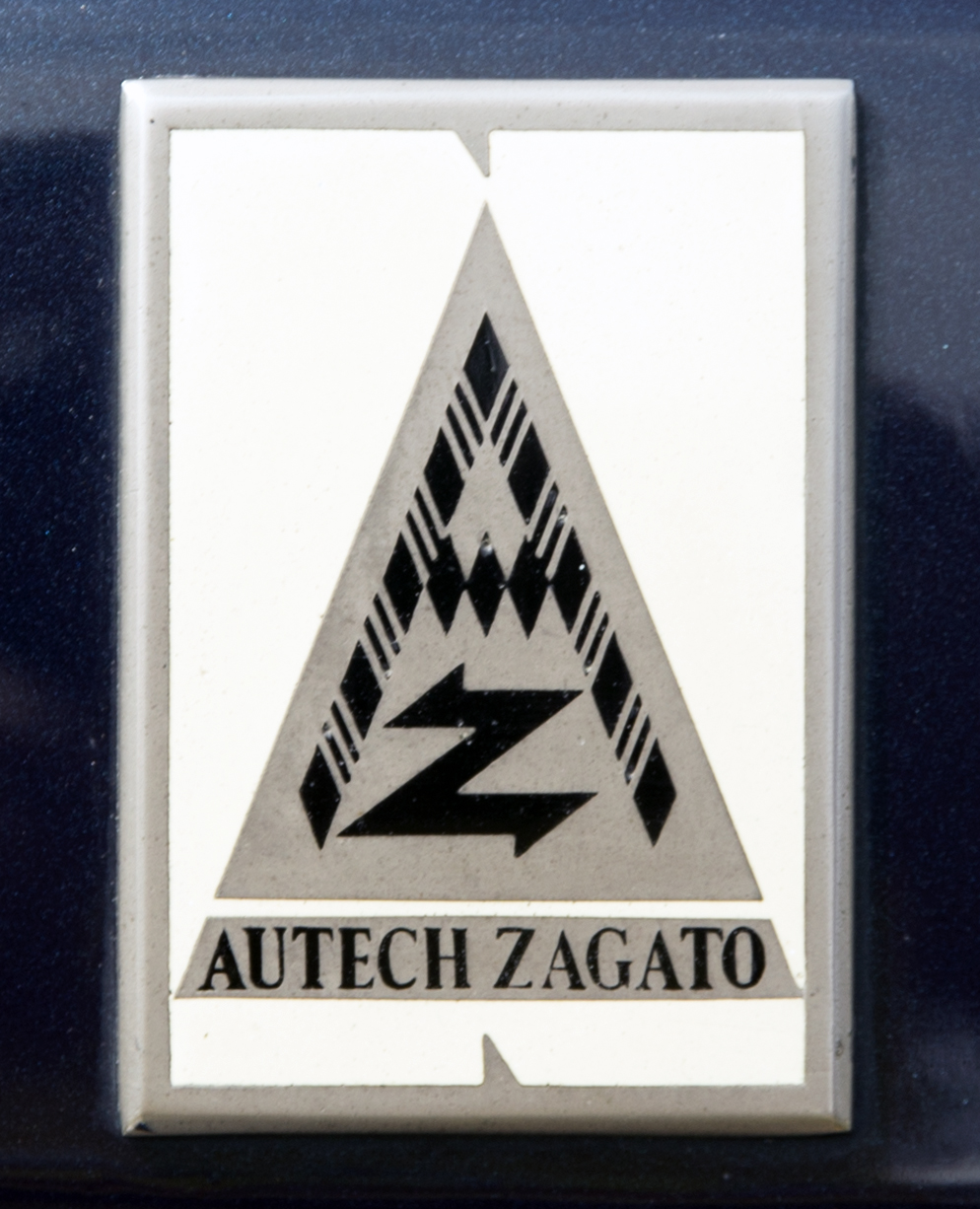
Logo

Autech wurde 1986 als Tuningbetrieb für Nissan-Fahrzeuge gegründet, der in erster Linie Anbauteile für Karosserien und Motorentuning anbieten sollte. Um das Unternehmen breiter bekannt zu machen und ihm zu Prestige zu verhelfen, sollte Autech in der Startphase einen eigenständigen, unter eigener Marke verkauften Sportwagen auf Oberklasseniveau ins Programm nehmen. Nissan entschied sich für eine Kooperation mit einem italienischen Designstudio, die zusätzliche Exklusivität belegen sollte. Mit diesem Schritt knüpfte Nissan an US-amerikanische Vorbilder an. Einige amerikanische Automobilhersteller ließen in den 1980er-Jahren hochwertige Sondermodelle in Italien fertigen: Cadillacs Mercedes-SL-Konkurrent Allanté entstand ab 1987 bei Pininfarina in Turin, und Chrysler ließ den offenen Zweisitzer TC von 1989 bis 1991 bei Maserati bauen. Für das Autech-Modell fiel die Wahl auf den Mailänder Karosseriebaubetrieb Zagato, der wiederholt Sondermodelle für Oberklassehersteller wie z. B. Aston Martin und Bristol produzierte.
Die Kooperationsvereinbarung zwischen Nissan und Zagato wurde im Mai 1987 geschlossen. Nach knapp zweijähriger Entwicklungszeit debütierte der Stelvio Anfang 1989 vor 800 Journalisten in Japan. Danach zeigte Zagato den Prototyp des Stelvio erstmals öffentlich im März 1989 auf dem Genfer Autosalon, zusammen mit dem ebenfalls bei Zagato gebauten Coupé Alfa Romeo RZ. Danach begann die Serienproduktion.
Die Autos wurden zu sehr hohen Preisen nahezu ausschließlich in Japan verkauft. Der Verkaufsstart des Stelvio fiel in die Endphase der sogenannten japanischen Spekulationsblase, in der Immobilien, aber auch Luxusgegenstände wie Kunstwerke und exklusive Autos zu Spekulationsobjekten wurden und kurzfristig sehr hohe Gewinne brachten. In diesem Klima ließ sich der Stelvio zunächst leicht verkaufen. Nachdem die Blase im Dezember 1989 ihren Höhepunkt erreicht und Anfang 1990 geplatzt war, brach der Absatz teurer Autos unvermittelt ein. Das betraf auch den Stelvio, sodass die Produktion des Autos 1990 deutlich vor Erreichen des eigentlich geplanten Kontingents eingestellt wurde.
In den 1990er-Jahren kam es mehrfach zu einer Neuauflage der Zusammenarbeit zwischen Autech, Nissan und Zagato. Nachdem Zagato 1992 die Show Cars Nissan Bambù und Nissan Seta gezeigt hatte, entstand Mitte der 1990er-Jahre der Autech Gavia Zagato. Das unter Mitwirkung von Walter de Silva gestaltete Coupé wurde in einer Kleinserie produziert. Der Gavia baute auf bis dahin ungenutzten Chassis auf, die ursprünglich für den Stelvio vorgesehen waren. Einige Quellen sprechen von 16 gebauten Gavia, Andrea Zagato hingegen von 30 oder 40.

## Modellbezeichnung
Die vollständige Modellbezeichnung lautet Autech Zagato Stelvio AZ1. AZ steht für Autech Zagato; die Ziffer 1 impliziert, dass ursprünglich weitere Modelle von Autech und Zagato geplant waren. Der Begriff Stelvio bezieht sich auf das Stilfser Joch (italienisch: Passo dello Stelvio), eine Passstraße im italienischen Teil der Ortler-Alpen.

## Modellbeschreibung
Der Stelvio ist das Ergebnis der Zusammenarbeit verschiedener Unternehmen. Zagato entwarf die Karosserie, der Turiner Zulieferer OPAC übernahm die Konstruktion des Aufbaus, und bei Autech wurden die technischen Komponenten unter Rückgriff auf das Nissan-Programm entwickelt.

### Antriebstechnik

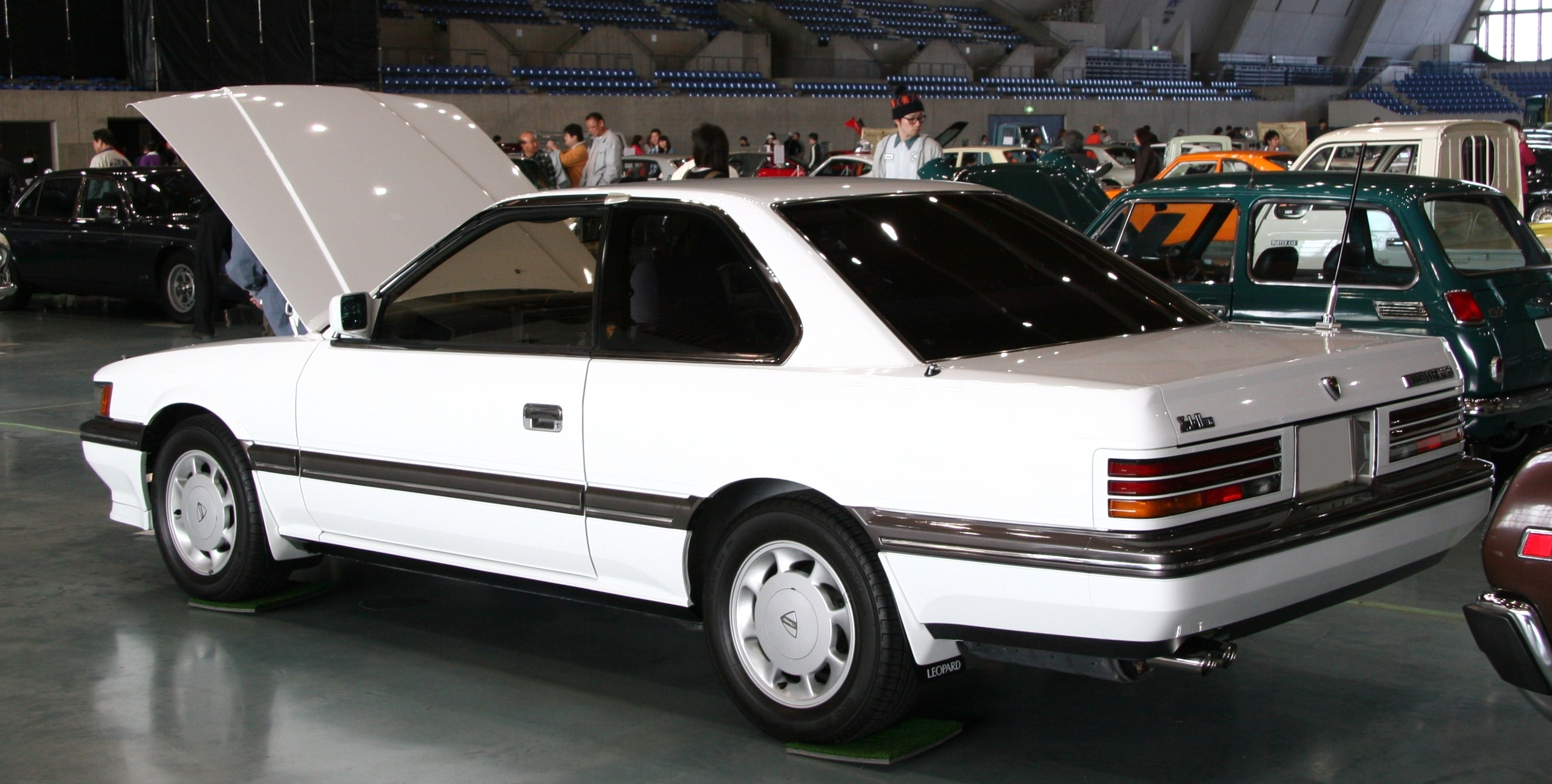
Nissan Leopard F31

Der Autech Stelvio basiert auf der Technik des Nissan Leopard der Baureihe F31, eines in der oberen Mittelklasse positionierten Coupés mit konservativ gestalteter Stufenheckkarosserie, das im Februar 1986 in Japan auf den Markt gekommen war. Seine Bodengruppe wurde unverändert übernommen; dementsprechend stimmt der Radstand des Autech Stelvio mit dem des Nissan Leopard überein (2615 mm). Wegen eines kürzeren hinteren Überhangs ist der Autech Stelvio allerdings etwa 30 cm kürzer als der Leopard.
Der Autech Stelvio wird von einem 2960 cm³ großen Sechszylinder-Ottomotor in V-Form der Baureihe VG30DET angetrieben. Der Motor hat zwei obenliegende Nockenwellen für jede Zylinderbank, vier Ventile pro Zylinder und eine Aufladung mit Garrett-Turbolader, die im Leopard nicht erhältlich war. Die Autech-Version entspricht im Wesentlichen dem Motor, der im Sportwagen Nissan 300ZX zum Einsatz kam, hat aber eine höhere Leistung. Werksseitig wurde die Motorleistung mit 280 PS (206 kW) angegeben und würde damit den Höchstwert erreichen, der nach Maßgabe einer Selbstverpflichtung der japanischen Automobilindustrie zu dieser Zeit zulässig war. Verschiedene Autoren in der Automobilliteratur gehen allerdings davon aus, dass die Leistung tatsächlich noch höher war; meist werden Werte von mehr als 300 PS (220 kW) für realistisch gehalten. Das Antriebsmoment wird mit einer Viergangautomatik auf die Hinterräder übertragen.

### Fahrwerk
Die Fahrwerkskonstruktion des Stelvio entspricht der des Nissan Leopard. Die vorderen und die hinteren Räder sind einzeln aufgehängt. An allen Rädern sind Scheibenbremsen installiert.

### Karosserie
Die Karosserie besteht aus in Handarbeit geformten Aluminiumblechen, die an einem Stahlskelett befestigt sind.
Der Stelvio ist ein zweitüriges Coupé mit Stufenheck. Der Karosserieentwurf wird Gianni Zagato zugeschrieben. Die grundlegende Gestaltung der Fahrgastzelle hat deutliche Ähnlichkeiten mit der des Aston Martin V8 Zagato, den Zagatos Chefdesigner Giuseppe Mittino 1985 entworfen hatte und der seit 1986 in sehr geringen Stückzahlen in Terrazzano di Rho gebaut wurde. Dieses Design knüpfte seinerseits an eine ältere Bertone-Studie an. Die dünnen A- und C-Säulen sind stark geneigt.
Ein besonders auffälliges Designmerkmal ist die Verkleidung der Rückspiegel. Seinerzeit forderte das japanische Zulassungsreglement noch eine Positionierung der Rückspiegel auf Höhe der Vorderräder. Üblicherweise waren die Spiegel dabei auf Stelzen auf den vorderen Kotflügeln montiert. Beim Stelvio hingegen sind die Spiegel – angeblich aus Gründen der Aerodynamik – in eine Verkleidung integriert, die in die Motorhaube übergeht. Die Motorhaube hat in der Mitte eine Verlängerung, die stilistisch das Thema der Knudsen-Nase aufgreift. Im vorderen Ende befindet sich ein Kühllufteinlass in Form eines stilisierten A. Über die Wagenflanken verläuft eine breite Lichtkante, die sich an der Heckpartie fortsetzt. Der Karosserieteil oberhalb der Lichtkante ist insgesamt schmaler als der untere Teil. Ein Autor hatte deshalb den Eindruck, als sei beim Stelvio ein Auto in ein anderes hineingesteckt worden. Ansatzweise findet sich am Stelvio auch das Double-Bubble-Design, eine Vertiefung in der Mitte des Dachblechs, die seit den 1950er-Jahren bezeichnend für Zagato ist. Die Räder sind voll verkleidet; an jedem Rad gibt es eine kleine NACA-Öffnung. Die Türen haben schmale, ausklappbare Griffe, die an italienische Sportwagen der frühen 1950er-Jahre erinnern.
Der Innenraum ist hochwertig ausgestattet. Die Sitze sind mit italienischem Leder bezogen, der Instrumententräger ist mit Echtholz verkleidet.

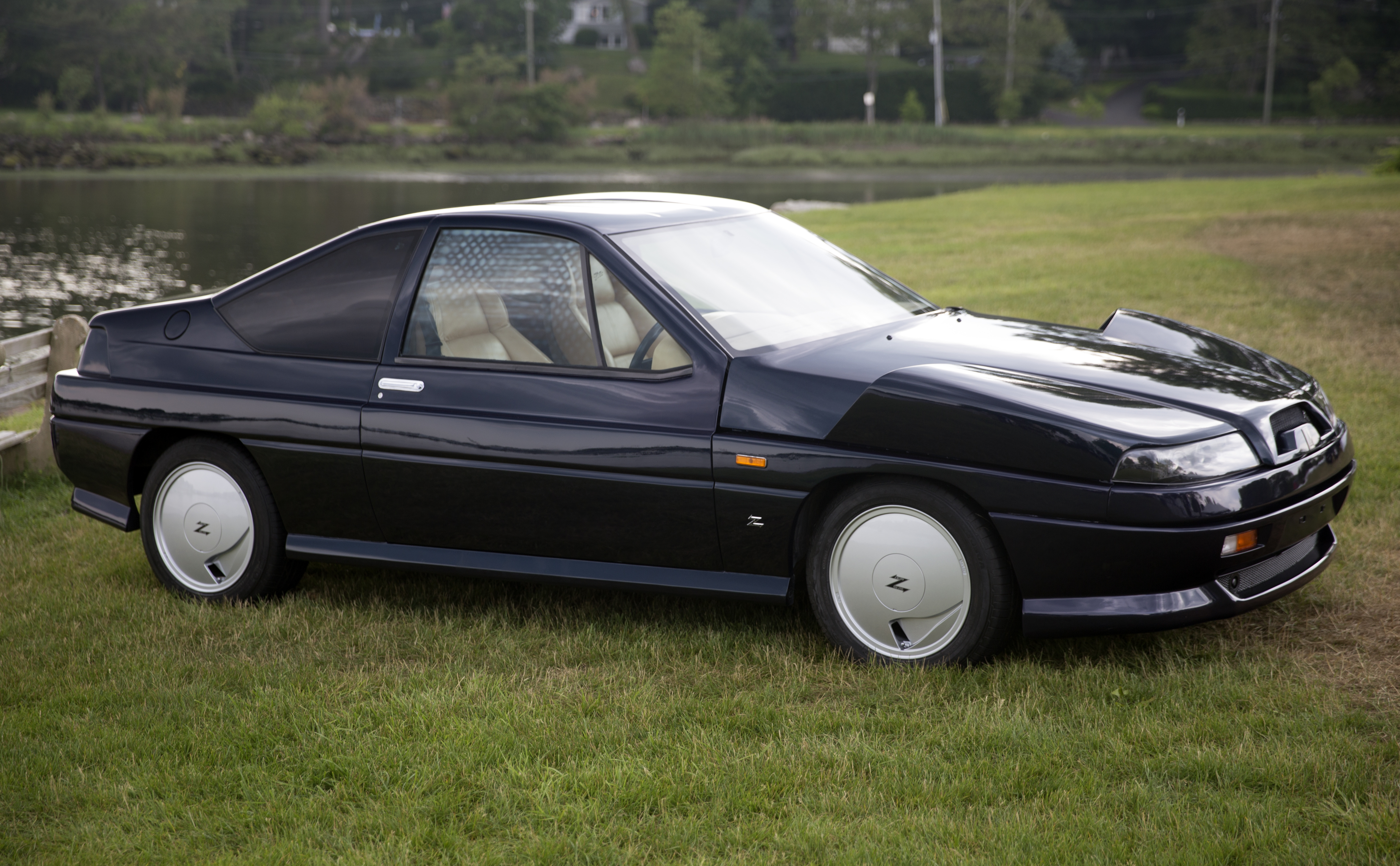
Seitenansicht
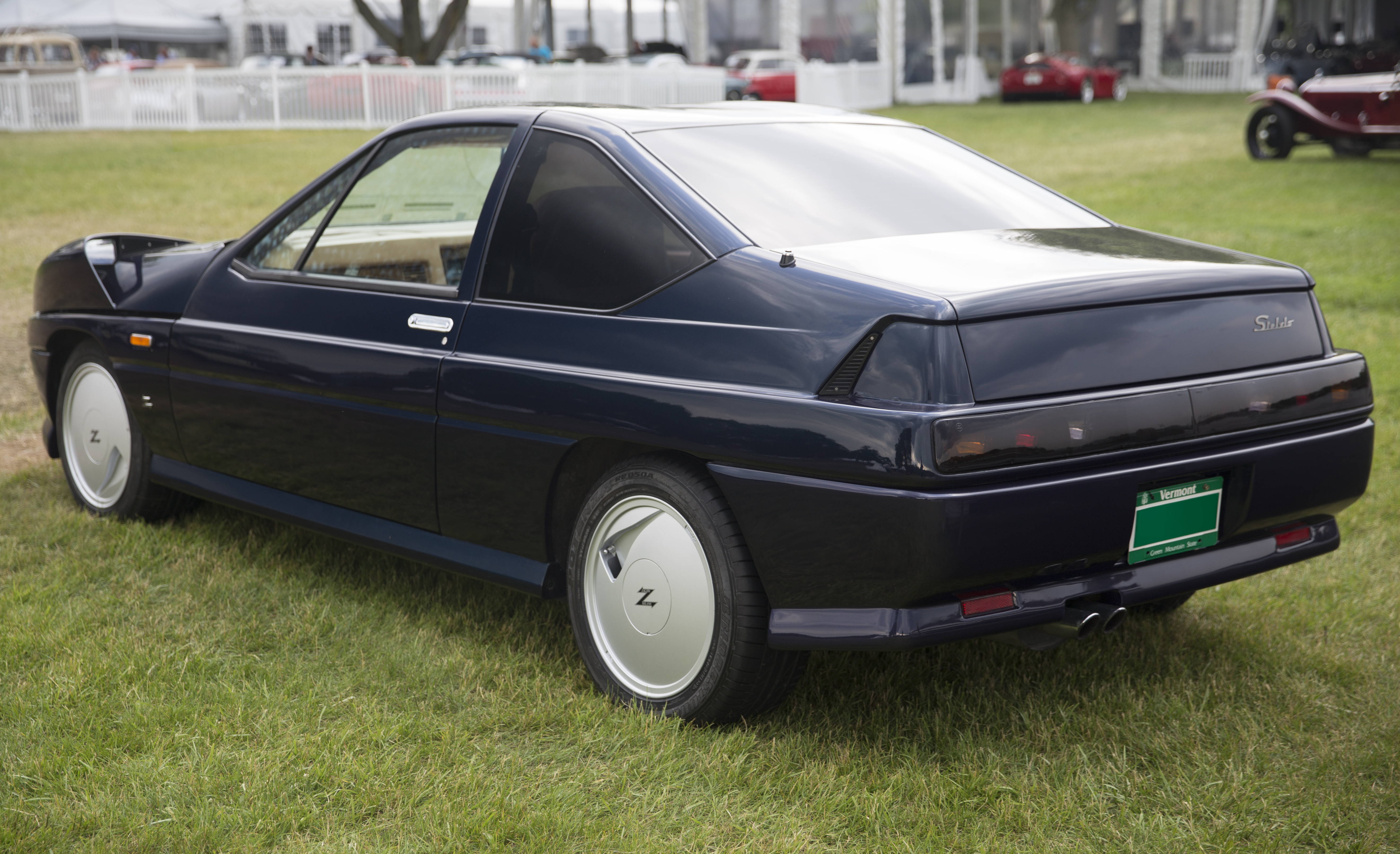
Heckansicht
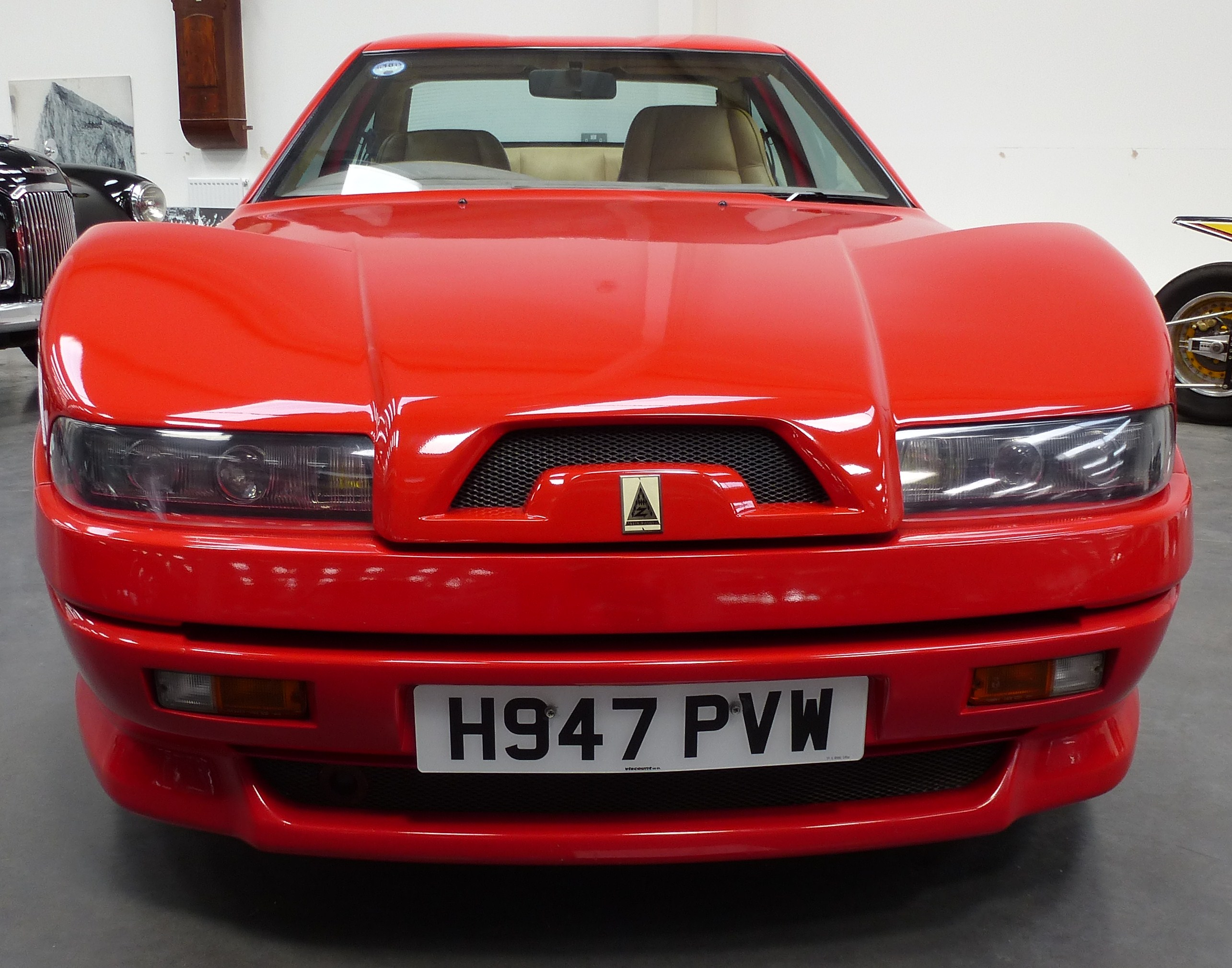
Stilisiertes A in der Fahrzeugnase
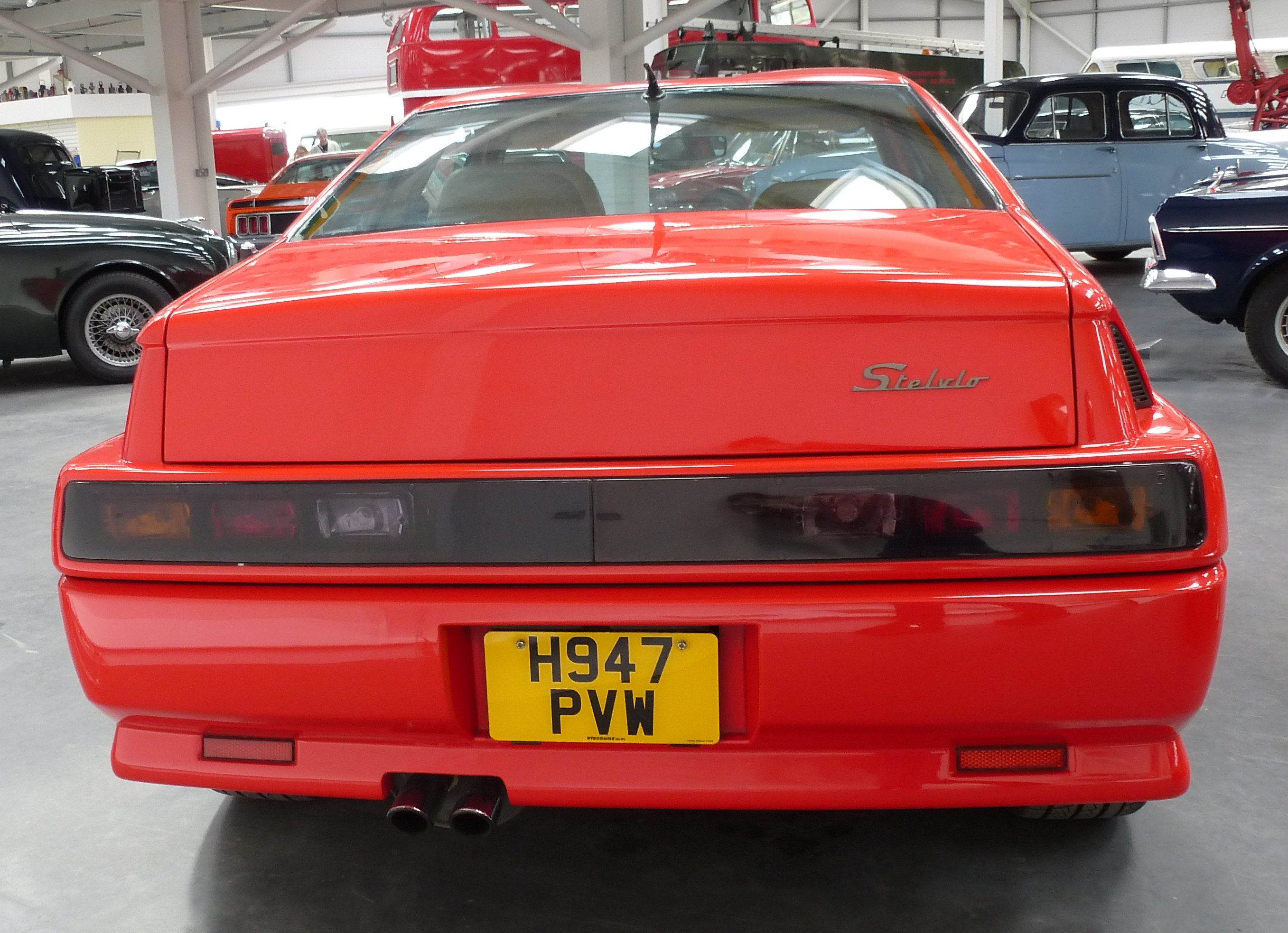
Breite Lichtkante und Double Bubble
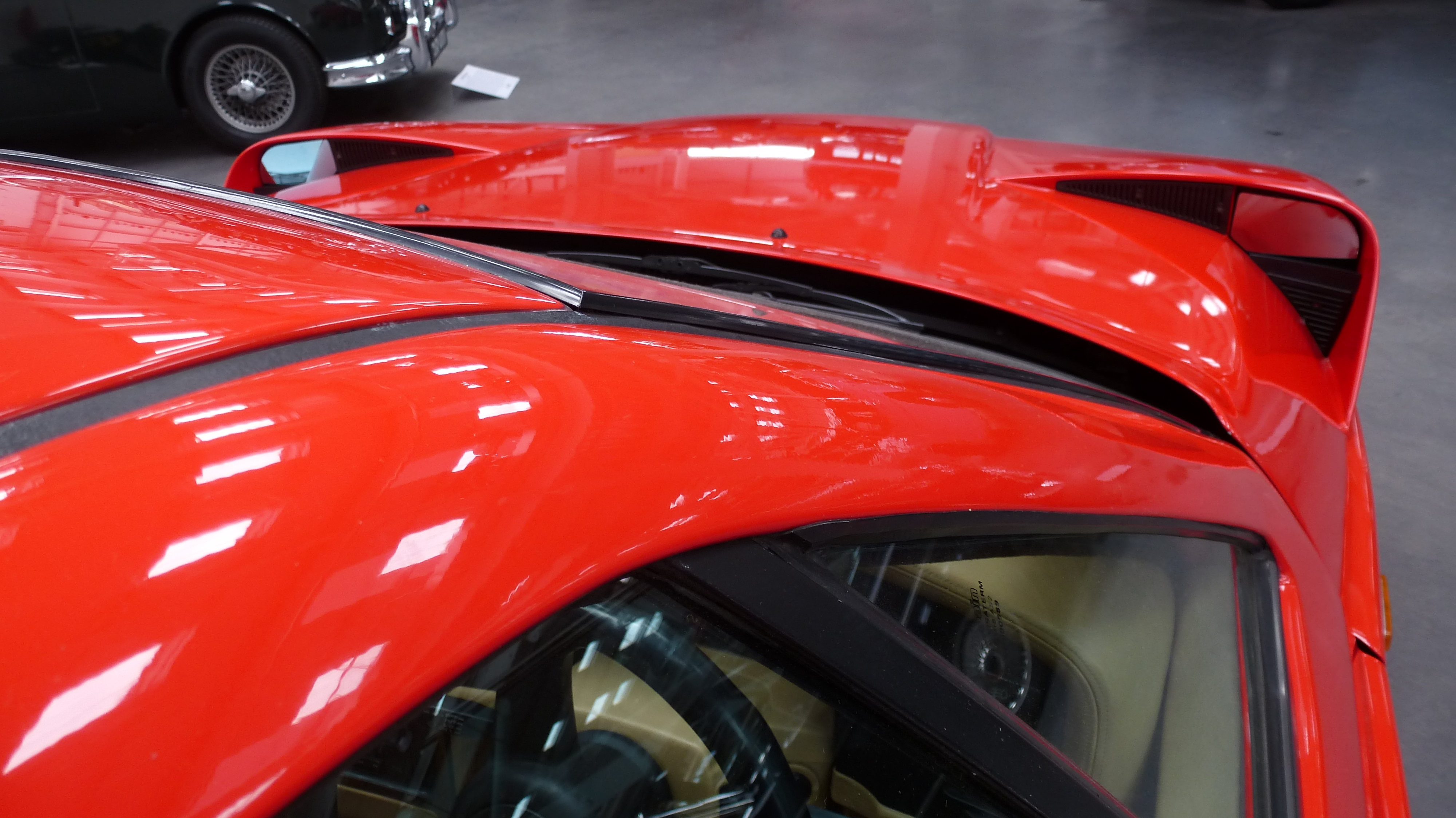
Integrierte Rückspiegel
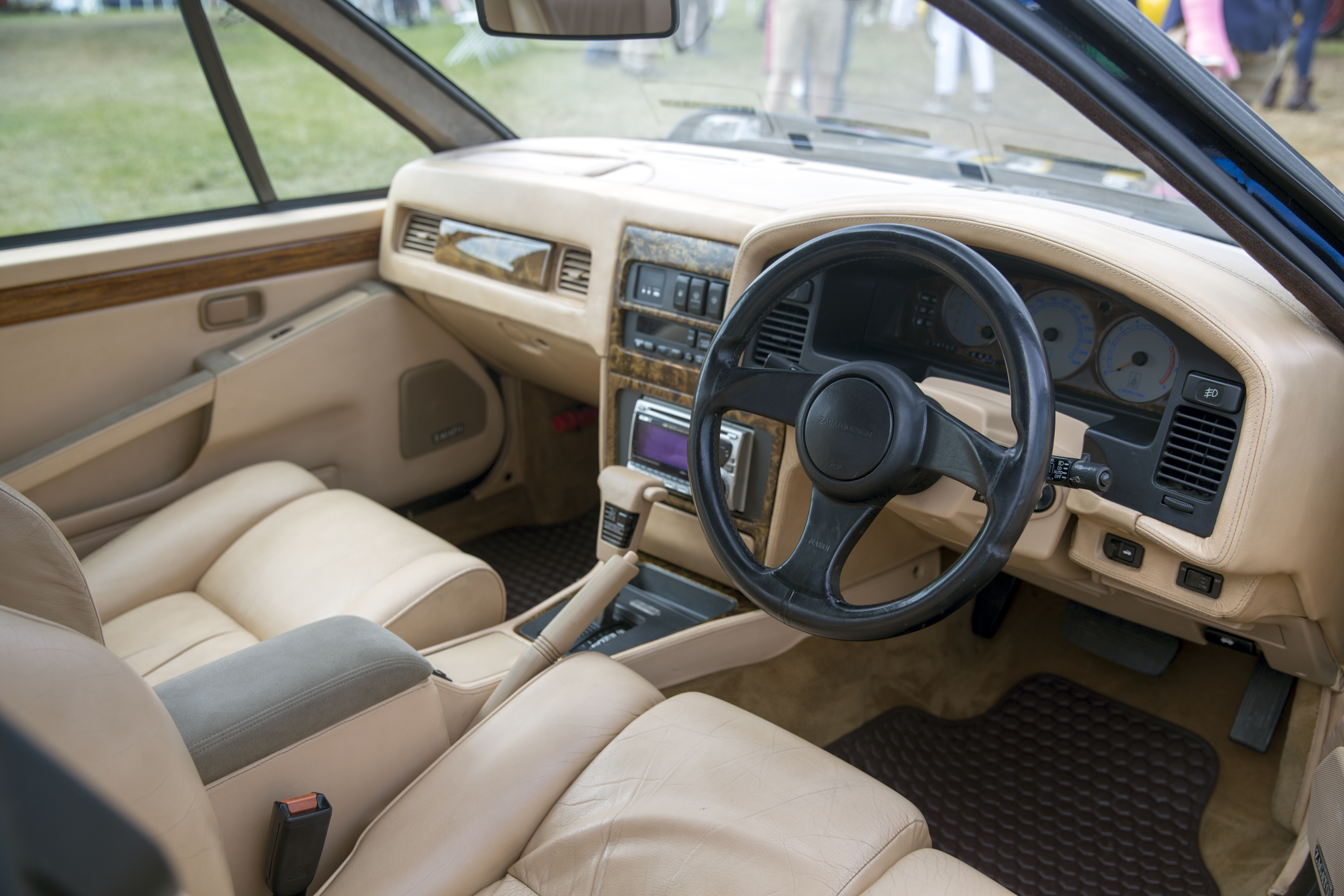
Interieur

## Produktion
Die Produktion war auf verschiedene Standorte aufgeteilt. Die technischen Komponenten wie Antrieb und Fahrwerk wurden in Japan gebaut und kamen per Schiff nach Italien. Bei Zagato in Mailand wurden die Autos schließlich in Handarbeit zusammengebaut.
Insgesamt war eine Produktion von 200 Serienfahrzeugen zuzüglich drei Prototypen vorgesehen. Es besteht in der Literatur Einigkeit darüber, dass dieser Produktionsumfang bei weitem nicht erreicht wurde. Den verfügbaren Quellen zufolge wurden insgesamt ungefähr 100 Stelvios gebaut; die genauen Zahlen variieren. Teilweise ist von 88 oder 104 Autos die Rede, andere sprechen von „80 bis 100 Autos“ oder von „88 oder 104, je nachdem, wen man fragt.“

## Preis
Bei seiner Präsentation 1989 kostete der Stelvio 18 Mio. ¥. Er war damit, abgesehen von der Repräsentationslimousine Toyota Century, das teuerste japanische Auto seiner Zeit.

## Rezeption
Der Stelvio polarisierte durch sein Karosseriedesign. Über die Jahrzehnte waren die Kritiken von Ablehnung getragen, vielfach auch von Spott.
Andrea Zagato zufolge waren die japanischen Journalisten, denen der Stelvio Anfang 1989 erstmals gezeigt wurde, entgeistert; Zagato nahm unter den Teilnehmern „eisiges Schweigen“ wahr. Er selbst fand den Stelvio noch 2019 „so hässlich, dass ich selbst heute noch versuche, ihn zu verstecken“. Für einen Autor sah der Stelvio so aus, „als hätten die Designer auf halber Strecke aufgehört, wären zum Mittagessen gegangen und hätten die restliche Arbeit dem Hausmeister überlassen“. Das Design wurde als „bizarr“ und „verrückt“ beschrieben. Ein Autor sieht in ihm „eines der seltsamsten Autos der Welt“.